# Witte (moneta)
Witte (o anche Witten, Wittenpfennig, Veerling) era il nome di una moneta, coniata su entrambi i lati, dal valore di quattro Pfennig.

## Etimologia
Questo nome, colloquiale, deriva dalla parola "witte" (bianco in nederlandese), stessa radice dell'inglese white e dell'alto tedesco wîz.
Il nome corrisponde alle monete denominate blanc o albus che appaiono verso la fine del Medioevo in diversi paesi europei. Si tratta in ogni caso di monete di biglione, che contenevano comunque un buon quantitativo di argento e che avevano subito un processo di sbiancamento.
Nei documenti il Witte era chiamato "penningh van veer penninghen"  (Pfenning da quattro Pfenning).

## Storia
Witte furono coniati dopo il 1330, dapprima a Lubecca e poi nelle città tedesche settentrionali di Amburgo e Wismar. Seguirono le città di Lüneburg, Rostock e Stralsund, che comunque facevano parte dell'unione monetaria Wendischer Münzverein. Furono battuti con aspetto, peso e titolo secondo quanto previsto dagli accordi dell'unione monetaria. Al di fuori dell'unione monetaria, i Witte furono emessi anche da altre città in Pomerania, Holstein, Meclemburgo, Frisia orientale e anche in Danimarca e Norvegia.
In Norvegia era anche chiamato "hvid" (bianco in norvegese). Furono battuti sotto Hans (1483-1513) nella zecca di Bergen ed anche in altre zecche. Un doppio hvid fu coniato ad Oslo nel periodo dell'interregno (1523-24) ed un hvid a Bergen da Federico I di Norvegia (1524-33); Federico II li coniò, sempre a Bergen dal 1574 al 1578. Monete con la stessa denominazione appaiono nelle monetazione arcivescovile, presente in Norvegia nel periodo 1474-1537: furono coniate nella zecca di Nidaros dagli arcivescovi Gaute Ivarsson (1747-1510) ed Erik Valkendorf (1510-1522) mentre l'arcivescovo Olav Engelbrektsson (1523-1537) che pure ha coniato, non è emesso monete di questa denominazione.
Nel corso del XV secolo il Witte fu gradualmente sostituito da altri nominali, come Dreiling, Sechsling, Schilling e Doppelschilling.
Furono emessi nuovamente, all'inizio del XVI secolo all'interno del Wendischer Münzverein. Questi Witte furono imitati nella contea di Hoya, a Diepholz e Rietberg, nel vescovato di Verden e a Stade. Gli ultimi furono coniati verso il 1763 a Stralsund 
Anche i pezzi da tre Pfenning di Wismar (1854) e di Rostock (fino al 1865) erano popolarmente chiamati Witte.